# Régnier Ier de Hainaut
Régnier Ier, dit Régnier au Long Col, né vers 850 et mort à Meerssen entre le 25 août 915 et le 19 janvier 916, fut comte de Hainaut et du Maasgau. Son nom est souvent écrit Renier de Hainault dans les archives en vieux français.

## Un comte et grand dignitaire, au service des souverains carolingiens
Il est fils de Gislebert, comte de Maasgau dès 841, et d'Ermengarde (830-849), fille de Lothaire Ier. Gislebert a enlevé Ermengarde en 846, mais, grâce à Charles le Chauve, il s'est réconcilié avec son souverain et a reçu le Darnau.
Régnier succède à son père à la fonction comtale dans le Maasgau et s'enrichit fortement comme abbé laïc d'Echternach entre 897 et 915, de Saint-Servais de Maastricht avant mai 898, et de Stavelot-Malmédy entre 900 et 902.
Un comte Régnier est cité en 853 dans le cartulaire de Servais. Compte tenu de la date, c'est probablement un oncle de Régnier au long col. C'est probablement ce même Régnier qui est cité en 877 dans le capitulaire de Quierzy. Dans ce document, il est cité avec Gislebert parmi les grands devant participer au conseil de régence pendant l'expédition de Charles le Chauve en Italie.
D'autres mentions d'un comte Régnier apparaissent, sans que l'on sache s'il s'agit de l'oncle ou du neveu. Ainsi, un comte Rainier est cité avec Eudes, fils de Robert le Fort, et futur roi de Francie occidentale, Gauzlin, l'évêque de Paris et Ebles, abbé de Saint-Denis et neveu de Gauzlin, comme participant au siège de Paris par les Vikings au cours de l'hiver 885/886.

## Une fin de carrière mouvementée, mais heureuse
S'il apparaît de manière certaine en 895 comme principal conseiller de Zwentibold, roi de Lotharingie, il le doit à son statut de premier comte de Lotharingie. Souverain vigoureux, mais ambitieux et brutal, Zwentibold essaie en vain d'arracher en deux campagnes en 895 et 896 le royaume de Francie de Charles III le Simple.
De retour, Zwentibold s'en prend à son administration comtale et disgracie quatre comtes de la région mosellane, Odacer, Étienne, Gérard et Matfrid. Le haut dignitaire militaire Régnier modère la colère royale ne cessant d'intervenir en la faveur de ses comtes déchus ou menacés. Mais sa position tempérée le fait tomber en disgrâce en 898, ses bénéfices lui sont retirés. Il entre en une terrible révolte, refuse de rendre ses biens, attise la révolte et se retranche à Durfost, en aval de Maastricht. Charles le Simple tente de saisir sa chance en Lotharingie, mais les évêques réconcilient les deux cousins. L'empereur Arnulf, père de Zwentibold apaise le courroux des comtes lotharingiens et s'efforce de regagner leur confiance au profit de son fils bâtard.
À la mort du conciliant Arnulf, de nombreux nobles lotharingiens le rejoignent avec le haut clergé outré par l'attitude du roi de Lotharingie. Regnier n'est plus seul : dirigée par l'archevêque de Trèves Radbod, une armée lotharingienne prenant le parti du fils légitime d'Arnulf, Louis IV l'Enfant combat son roi en titre. Zwentibold en fuite est tué lors d'une bataille victorieuse conduite par les comtes désavoués, Gérard et Matfrid en août 900.
Peu après, le jeune roi de Germanie Louis l'Enfant nomme Gebhard duc de Lotharingie, et il ne semble pas que Régnier s'y soit opposé. Il retrouve ses titres et conserve ses biens.
Après la mort du roi de Germanie Louis l'Enfant, les aristocrates de Lotharingie, fidèles à la dynastie carolingienne, rejettent la suzeraineté de son successeur Conrad Ier pour se rallier au roi de Francie occidentale. Régnier que le nouveau roi de Lotharingie, Charles le Simple, nomme marquis de Lotharingie meurt couvert d'honneurs fin 915 ou tout début 916.

## Mariage et enfants
Il épousa Hersinde, alias Albérade († après 916) et eut :
- Gislebert († 939), comte du Maasgau, puis duc de Lotharingie ;
- Régnier II, comte de Hainaut ;
- une fille, mariée à Bérenger, comte de Namur. Certaines généalogies lui attribuent le prénom de Symphoriane, mais on ignore sur quels documents se fonde cette affirmation.

## Source
- L. Vanderkindere, « Régnier Ier », Académie royale de Belgique, Biographie nationale, vol. 18, Bruxelles, 1905 [détail des éditions], p. 870-874.